# Combaillaux
Combaillaux é uma comuna francesa na região administrativa da Occitânia, no departamento de Hérault. Estende-se por uma área de 9.06 km², e possui 1.614 habitantes, segundo o censo de 2018, com uma densidade de 180 hab/km².